# 多格伍德 (密蘇里州密西西比縣)
多格伍德（英語：Dogwood），又名桑茲（Sands），是位於美國密蘇里州密西西比縣的非建制地區。

## 歷史
多格伍德的郵局（名為桑茲）於1902年設立，其後於1908年停運。

## 地理
多格伍德所處的海拔為高於海平面95米（即312英呎），而該地所採用的時區為UTC-6，即北美中部時區（CST）。同時該地設有夏令時間，為UTC-6調快一小時，即UTC-5（CDT）。